# Llista de presidents de la Regió de Múrcia
El President de la Regió de Múrcia és el càrrec ocupat per un membre del Consell de Govern de la Regió de Múrcia i és elegit entre els seus membres per l'Assemblea Regional de Múrcia. S'encarrega de dirigir i coordinar l'acció del Consell de Govern murcià i respon políticament davant l'Assemblea.
| No. | Nom                           | Inici | Fi   | Partit |
| --- | ----------------------------- | ----- | ---- | ------ |
| 1.  | Antonio Pérez Crespo          | 1978  | 1979 | UCD    |
| 2.  | Andrés Henández Ros           | 1979  | 1984 | PSOE   |
| 3.  | Carlos Collado Mena           | 1984  | 1993 | PSOE   |
| 4.  | María Antonia Martínez García | 1993  | 1995 | PSOE   |
| 5.  | Ramón Luis Valcárcel Siso     | 1995  | 2014 | PP     |
| 6.  | Alberto Garre López           | 2014  | 2015 | PP     |
| 7.  | Pedro Antonio Sánchez         | 2015  | 2017 | PP     |
| 8.  | Maria Dolores Pagán           | 2017  | 2017 | PP     |
| 9.  | Fernando López Miras          | 2017  |      | PP     |